# Bases Loaded 3
Bases Loaded 3 (conocido en Japón como Moero 8!! Pro Yakyuu '90 Kandouhen) es un videojuego de béisbol lanzado en 1991 por Jaleco para el NES.
El videojuego es la tercera entrega de la serie Bases Loaded. La serie atravesó tres generaciones de consolas y ocho entregas totales. El original Bases Loaded era un juego que Jaleco portó al NES. Sólo el Bases Loaded original era un juego de arcade, el resto de la serie era exclusivo a sus consolas particulares. Hay cuatro videojuegos en la serie de Bases Loaded de NES, Bases Loaded II: Second Season, Bases Loaded 3 y Bases Loaded 4. También hubo una versión de Game Boy de Bases Loaded. La serie continuó en la plataforma SNES con Super Bases Loaded, Super Bases Loaded 2, y Super Bases Loaded 3. La última entrada a la serie fue Bases Loaded '96: Double Header, lazado para las consolas Sega Saturn y PlayStation.

## Jugabilidad
El objetivo del juego es ganar un juego de exhibición de béisbol, cuando el juego no tiene una opción de juego de temporada. Después de una exhibición de juego se completa, dan al jugador un resultado numérico basado en trece categorías, incluso bateo, errores, y juegos espectaculares. El resultado se extiende de 1 a 100, pero un jugador puede marcar más de 100 puntos ganando puntos de sobresueldo para el salto de agarre (diving catches).
Mientras Jaleco alquiló realmente al famoso jugador de béisbol Ryne Sandberg para un endorso, esta entrega del juego no presentó verdaderos equipos o jugadores. Más impopular con jugadores, sin embargo, fue un poco extraño la premisa de "jugando un juego perfecto", no ganar un gallardete, era el objetivo último del juego. No obstante, habría un título más de Bases Loaded, así como los títulos de SNES.
Este videojuego es el tercero de la serie de NES Bases Loaded, secuela de Bases Loaded 2.